# South Beach
Pour les articles homonymes, voir South Beach.
South Beach est un quartier de la ville de Miami Beach, en Floride, aux États-Unis. Il est le principal quartier touristique du comté de Miami-Dade en raison notamment de la plage et de son quartier art déco.

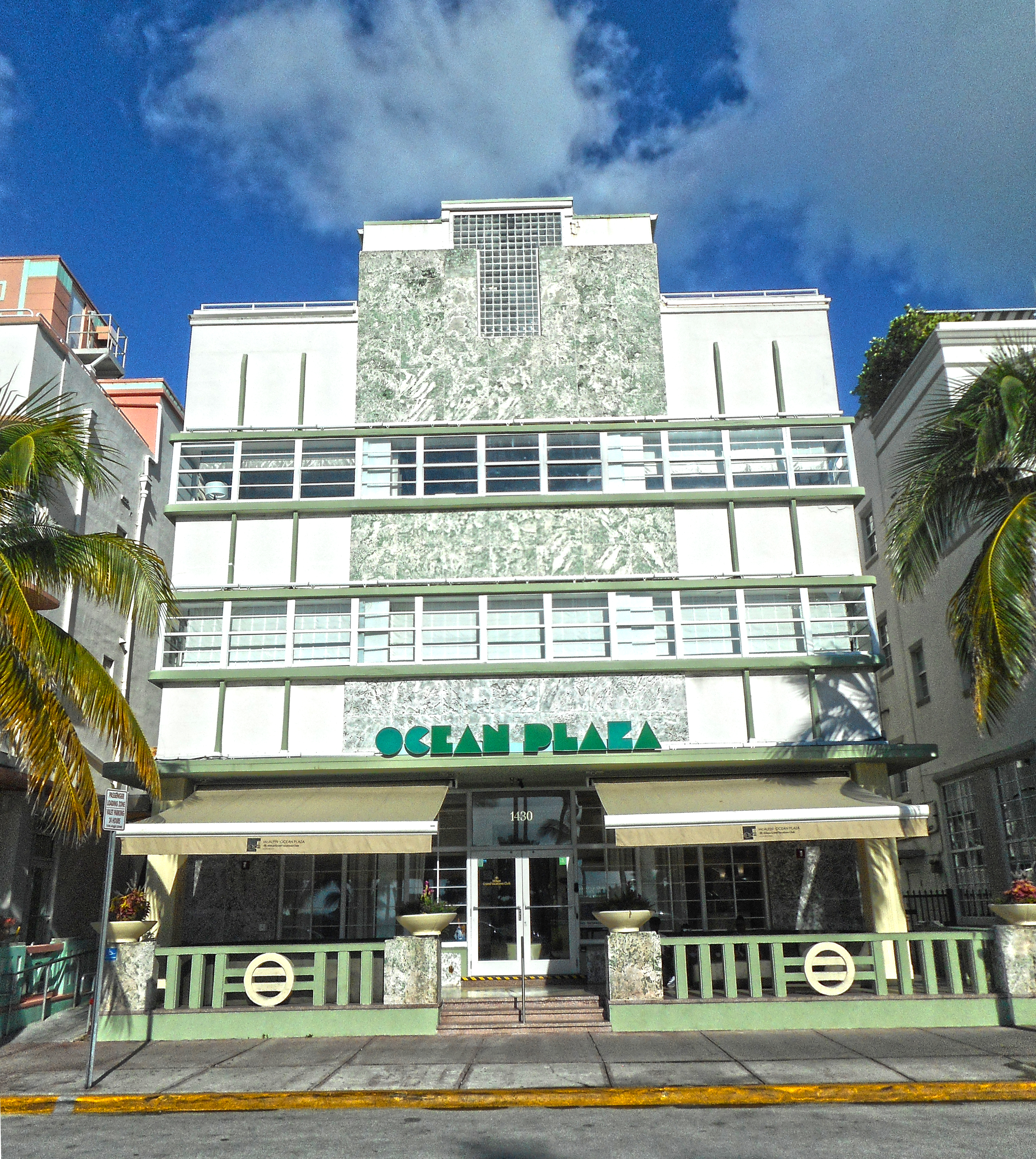
Hotel Ocean Plaza.
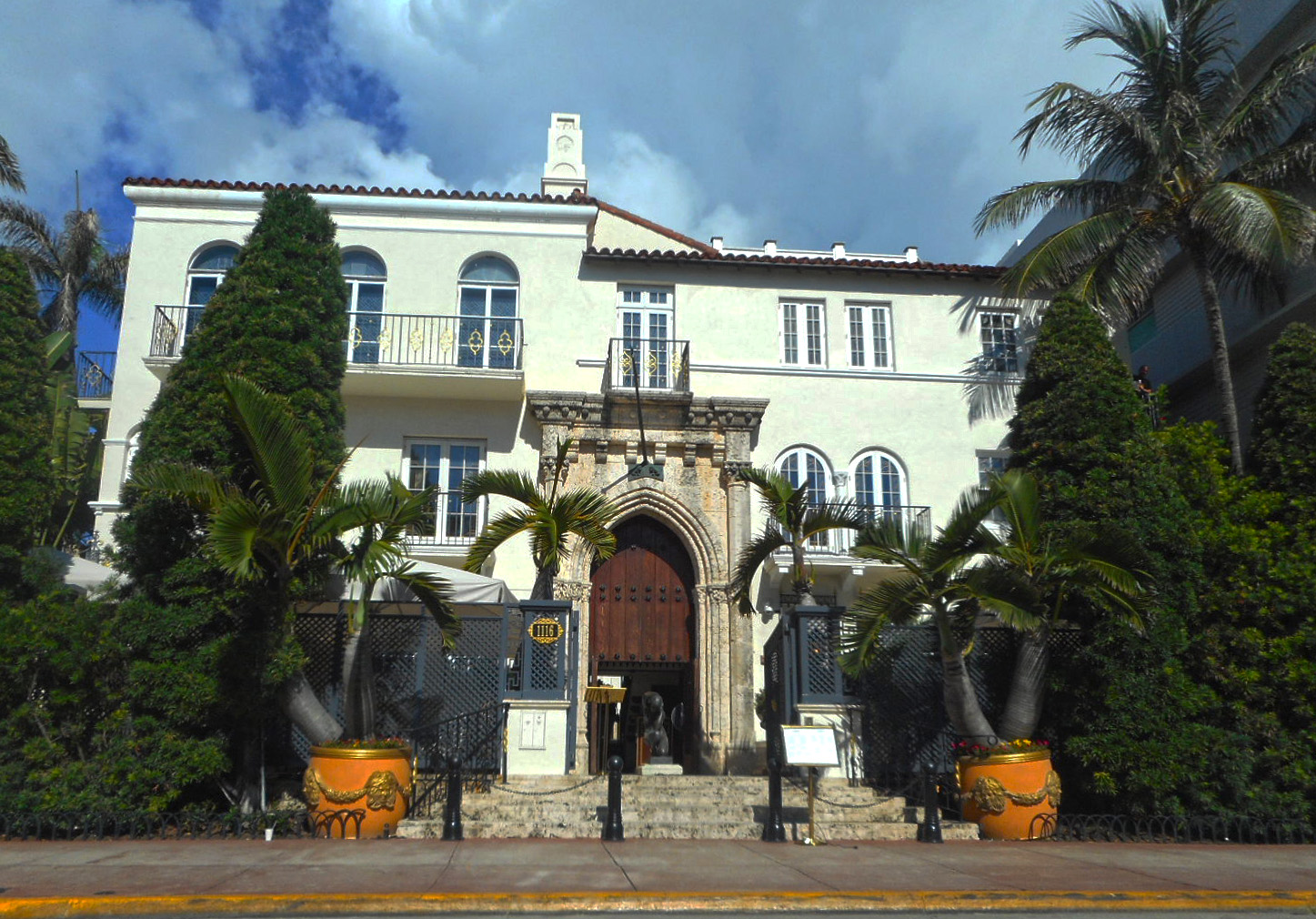
Versace Mansion - Casa Casuarina.
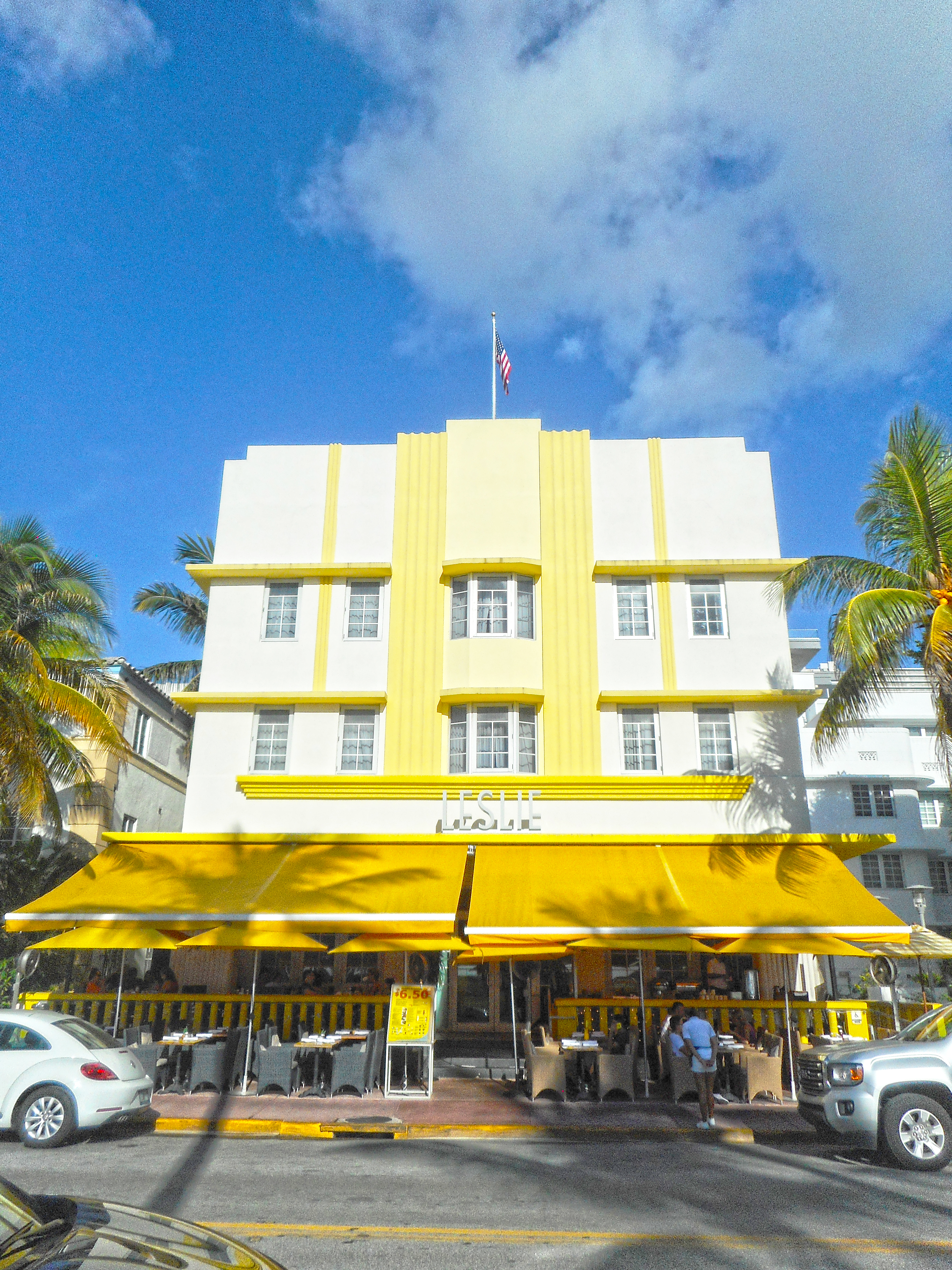
Hotel Leslie.
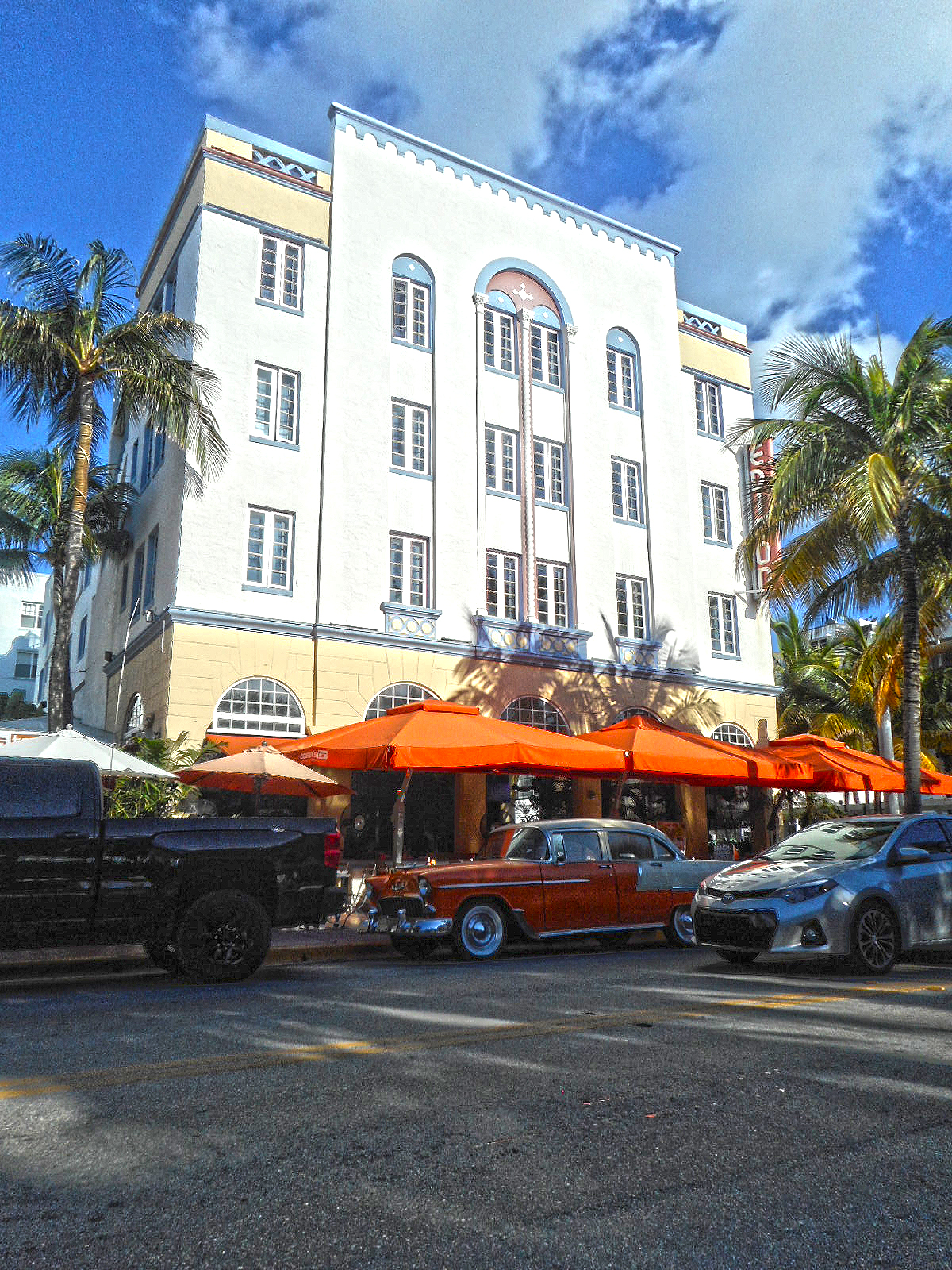
Hotel Edison.

## Histoire
South Beach a commencé comme terre agricole. En 1870, Charles et Henry Lum ont acheté 165 acres (67 ha) pour la culture de cocotiers. Charles Lum a construit la première maison sur la plage en 1886. En 1984, les frères Lum ont quitté l'île, laissant la propriété de la plantation à John Collins.
En 1912, des hommes d'affaires de Miami, les frères Lummus, ont acquis 160 ha du terrain appartenant à la plantation dans l'objectif de construire une cité côtière de résidences familiales individuelles. En 1913, Collins a commencé la construction d'un pont reliant Miami à Miami Beach. Collins, par manque de fonds, ne put finir la construction.
Carl G. Fisher, un entrepreneur à succès, vint à Miami Beach en 1913. Sa vision était de transformer South Beach en cité indépendante de Miami. Fisher a prêté 50 000 dollars à Collins pour le pont qui a finalement été complété en 1913. Le pont de Collins (Collins Bridge) fut plus tard remplacé par le Venetian Causeway.
Le 26 mars 1915, Collins, les frères Lummus et Fisher ont consolidé leurs efforts pour donner naissance à la future ville de Miami Beach. En 1920, le County Causeway (remplacé depuis 1942 par MacArthur Causeway) est complété.
En 1920, le boom de Miami Beach est lancé. Les principales rues de South Beach (Ocean Drive, Collins Avenus entre autres) sont appropriées au trafic routier. La population est en croissance tandis que plusieurs millionnaires comme Harvey Firestone ou Harry C. Stutz construisent leurs propriétés à Miami Beach.
Dans les années 1930, une révolution architecturale survint à South Beach apportant de nouveaux styles : Art déco, Streamline Moderne ou encore Nautical Moderne. South Beach représente l'un des lieux à l’échelle mondiale à l'architecture Art déco dominante. Napier, en Nouvelle-Zélande, est architecturalement comparable à Miami Beach puisqu'elle a été reconstruite sur ce style après un tremblement de terre en 1931.
En 1940, la population atteint 28 000 habitants. Après l'attaque de Pearl Harbor, en 1941, la Army Air Corps prit le commandement de Miami Beach. Cette année-là, 2 millions de touristes séjournèrent à South Beach.
Avant la diffusion de série américaine Miami Vice, South Beach était considéré comme une zone avec un fort taux de criminalité. De nos jours, la pauvreté et la criminalité sont toujours présentes mais dans des clusters bien définis.
En 2009, Nathalie O'Neill du Mimai New Times écrivait « Jusqu'aux années 1980, Miami Beach était un mélange exotique entre des criminels et de vieilles dames. Puis, de riches personnes y ont emménagé. » A la fin des années 1980,une renaissance commença à South Beach avec un afflux de professionnels de la mode.

## Géographie
South Beach est traversé par des rues numériques orientées est-ouest, allant de Biscayne Street (connu sous le nom de South Pointe Drive) à Lincoln Road, une rue piétonne placée entre les 16e et 17e rues. South Beach est également traversée par 13 rues principales et avenues orientées nord-sud telles que West Avenue, Lenox Avenue ou Meridian Avenue. La plupart des habitants du quartier conviennent que la limite nord du quartier longe Dade Boulevard depuis Lincoln Road, et se dirige vers l'est-nord-est jusqu'à la 24e rue, qui constitue la limite nord du côté de l'océan.

### Iles et sous-quartier
- City Center (Centre-Ville)
- Flamingo/Lummus
- South of Fifth

## Climat
Le système de classification Köppen-Geiger classifie le climat de South Beach comme mousson tropicale (Am).
| Mois    | Température moyenne la plus élevée (°C) | Température moyenne la plus basse (°C) | Précipitations moyennes (mm) | Moyenne des jours pluvieux | Nombre d'heures moyennes d'ensoleillement |
| ------- | --------------------------------------- | -------------------------------------- | ---------------------------- | -------------------------- | ----------------------------------------- |
| Jan     | 24                                      | 15                                     | 62                           | 7                          | 7                                         |
| Fev     | 24                                      | 16                                     | 61                           | 6                          | 8                                         |
| Mar     | 26                                      | 18                                     | 60                           | 6                          | 9                                         |
| Avr     | 28                                      | 20                                     | 77                           | 5                          | 10                                        |
| Mai     | 29                                      | 22                                     | 150                          | 11                         | 10                                        |
| Juin    | 31                                      | 24                                     | 215                          | 16                         | 9                                         |
| Juillet | 32                                      | 24                                     | 140                          | 16                         | 10                                        |
| Aout    | 32                                      | 25                                     | 157                          | 18                         | 9                                         |
| Sept    | 31                                      | 24                                     | 191                          | 17                         | 9                                         |
| Oct     | 29                                      | 22                                     | 166                          | 14                         | 8                                         |
| Nov     | 27                                      | 19                                     | 89                           | 9                          | 7                                         |
| Dec     | 25                                      | 16                                     | 54                           | 6                          | 7                                         |

| Jan   | Févr  | Mars  | Avr   | Mai   | Juin  | Juillet | Aout  | Sept  | Oct   | Nov   | Dec   |
| ----- | ----- | ----- | ----- | ----- | ----- | ------- | ----- | ----- | ----- | ----- | ----- |
| 24 °C | 24 °C | 24 °C | 25 °C | 27 °C | 28 °C | 29 °C   | 30 °C | 29 °C | 28 °C | 26 °C | 25 °C |

## Parcs
- Collins Park - Collins Avenue et 21e rue
- Flamingo Park - entre Michigan Avenue et Meridian Avenue
- Lummus Park - Ocean Drive de la 5e rue à la 14e rue
- Maurice Gibb Park - Purdy Avenue et Boulevard Dade
- Washington ¨Park- Washington Avenue et 2e rue

## Attractions
Au South Pointe Park and Pier, on retrouve un quai de 450 pied de long, un endroit idéal où aller pêcher.

## Dans la culture populaire

### Film
- Bad Boys (1995) et Bad Boys II (2003) ont été filmés dans et aux alentours de Miami et de South Beach[13]
- The Last Resort est un documentaire sur South Beach dans les années 1960, 70 et 80[14],[15]

### Jeu vidéo
- Dans le jeu DRIV3R sorti en 2004 et se déroulant en partie à Miami, le joueur incarne le policier Tanner qui infiltre un gang basé à South Beach[16].

## Informations supplémentaires
- South Beach est visitée par de nombreux Américains et touristes étrangers, attirés par la pratique du topless sunbathing by women (bain de soleil, seins nus) sur les plages et dans la piscine de certains hôtels. Cette pratique est considérée par les habitants de South Beach comme davantage permissive que sur les autres plages des États-Unis. Elle continue d'être adoptée par manque de législation des gouvernements locaux[17],[18].
- En 2000, 55 % des résidents de la cité de Miami Beach (incluant South Beach) parlait l'espagnol en langue maternelle tandis que l'anglais était parlé par 33 % de la population. Le portugais était parlé par 3 % de la population, le français par 2 % et l'allemand 1 %.
- South Beach est considéré comme un lieu de socialibilité LGBT. Dans les années 1980 et 90, South Beach était le centre de la vie gay et de la vie nocturne de la Floride. South Beach est également l'endroit de la parade de la Gay Pride qui se déroule à Ocean Drive[19].